# Inanna

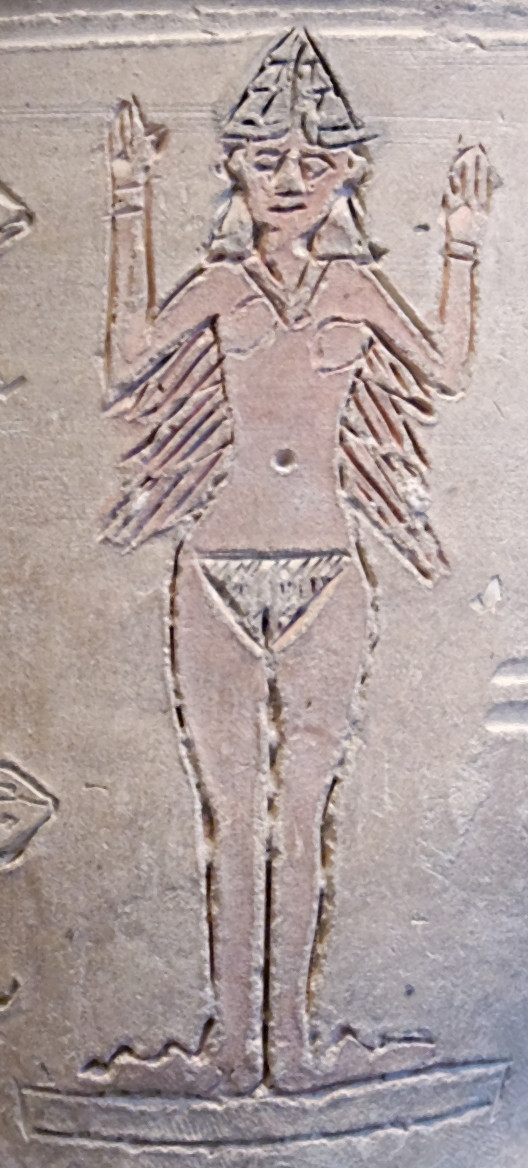
Inanna auf der Ishtar-Vase

Inanna (auch Ninanna, Niniana, Ninsianna, Inana, Innin, Ninegal; sumerisch , dINANNA) war eine der großen sumerischen Göttinnen unter An oder nach Besitznahme des Heiligtums Eanna auch neben An.

## Name und Attribute
Im Sumerischen wurde ihr Name mit dem Zeichen MÚŠ geschrieben, was Schilfringbündel bedeutet. Das ist auch eines der Symbole, mit denen sie oft dargestellt wurde. In älterer Zeit wird das DINGIR-Determinativ als Kennzeichnung für ein göttliches Wesen nicht immer vorgestellt, später ist dies obligatorisch. Die ursprüngliche Variante des Namens war wohl nin-an-ak, „Herrin des An/Himmels“. Vielleicht erhielt sie ihn, weil sie das Eanna in Besitz genommen hat, wie es in einer Erzählung beschrieben wird (Inanna und der große Himmel). Sobald ein vokalisches Morphem an den Namen tritt, läuft er stets auf [k] aus, was auf die Genitivform zurückzuführen ist.
Als Epitheton trug Inanna unter anderem die Bezeichnung „Falke der Götter“ (sur2-du3mušen-dingir-re-e-ne). Die Bedeutung ihres ursprünglichen Namens ist nicht geklärt. Im weiteren geschichtlichen Verlauf wurde er von Herrin des An und Herrin des Himmels abgeleitet. „Königin des Himmels“ und Ninegalla („Herrin des Palastes“) sind Beinamen der Inanna.
Außerdem tritt der Name in folgenden Formen auf: in-na(-an)-na oder für die Emesalform des Namens ga-šan-an-na. Unter akkadischem Einfluss wurde Inanna seit Mitte des dritten Jahrtausends v. Chr. mit Ištar gleichgesetzt. In Kleinasien trat Inanna auch als Šauška (In-in Ša-gur4-ra) auf.
Ihr Symbol war der 8- oder 16-eckige Stern und ihre heilige Zahl die 15. Ihr Tempel war der Egalmaḫ.

## Eigenschaften

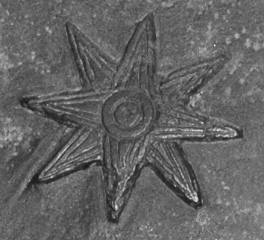
Detail aus einem Grenzstein des babylonischen Königs Meli-Šipak (1186–1171 v. Chr.). Der achtstrahlige Stern symbolisierte den Planeten Venus (Musée du Louvre, Paris)

Ihr Planet war die Venus, sie wurde sowohl als Morgen- als auch als Abendstern verehrt, und ihre heilige Stadt war Uruk, das heutige Warka. Ihr Tempel in Uruk hieß Eanna.
Inanna hatte viele Erscheinungsformen und Gestalten in der sumerischen Religion. Hervortretend sind jedoch ihre Eigenschaften als Göttin der Liebe und des Geschlechtslebens, als kriegerische und eroberungssüchtige Gottheit. Des Weiteren gilt sie als Inbegriff alles Weiblichen, spielte aber auch als Gottheit des Königtums und Herrscherin eine bedeutende Rolle sowie als astrale Gottheit. Inanna konnte als männlich oder weiblich auftreten.

## „Familienverhältnisse“

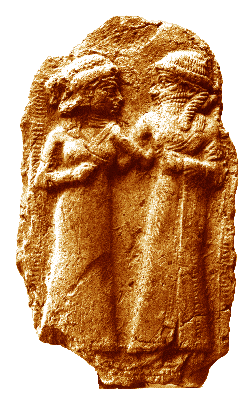
Darstellung der Heiligen Hochzeit mit Dumuzi.

In Uruk galt sie als Tochter des Himmelsgottes An, in anderen Mythen erscheint sie als Tochter des Mondgottes Nanna und der Mondgöttin Ningal. Die Beziehung Inannas zu An ist jedoch ungeklärt. Gelegentlich tritt er als ihr Vater auf, Inanna aber auch als dessen Gattin. Daraus sind wohl Inannas Kinder Šara und Lulal entstanden. Als Inannas Gemahl erscheint meist Dumuzi. In der späteren Ur-III-Zeit wird Ninegal als Sonderform der Inanna verwendet und übernimmt folgende Genealogie: Tochter vom Vater Nanna und der Mutter Ningal, Schwester des Sonnengottes Utu, Geliebte des Dumuzi und Schwägerin der Geštinanna. Ihre Botin bzw. Wesirin war Ninšubur. In anderen Regionen wird Ninegal auch mit Nungal (Göttin des Gefängnisses) verehrt und gilt als Tochter von Himmelsgott An und der Unterweltsgöttin Ereškigal.

## Bedeutung
Die spätere Verschmelzung zu Inanna erklären die vorliegenden zwei Genealogien in den sumerischen Mythen. In der heutigen Forschung wird ihre mögliche Herkunft aus dem Land Aratta diskutiert. In der sumerischen Mythologie sind besonders ihre Auseinandersetzungen mit Enki, ihre Heilige Hochzeit mit Dumuzi und der damit zusammenhängende Abstieg in die Unterwelt zu Ereškigal bemerkenswert, wobei Ereškigal in diesem Zusammenhang als ihre Schwester benannt ist.

## Kult
Der wichtigste Kultort der Inanna war die Stadt Uruk mit dem Eanna. Weitere bedeutende Kultzentren befanden sich in den Städten Zabalam (E-šerzi-guru), Bad-tibira (E-muš-kalama), Kiš (Ḫur-saĝ-kalam-ma), Umma (Ibgal) und Akkade (E-Ulmaš). In den meisten anderen Städten existierten kleinere Tempel für sie.
In einigen Stadtstaaten wie etwa Isin wurde eine „Heilige Hochzeit“ zwischen Inanna und dem König gefeiert, bei der die Vereinigung Inannas mit dem Hirtengott Dumuzi/Ama-ušumgal-ana nachvollzogen wurde. Hiervon berichtet am ausführlichsten das Preislied Inanna und Iddin-Dagan/Iddin-Dagan A.

## Mythen
Inanna/Ištar ist eine in der mesopotamischen Mythologie ungemein präsente Göttin, von deren Taten zahlreiche Mythen berichten. In diesen tritt sie oft als sehr mächtige und zerstörerische Göttin auf, die Kriege führt und sogar andere Götter in Furcht versetzt. Zugleich aber erreicht sie mit ihren Taten auch Großes für die Menschen, indem sie das Land Sumer sowie Tag und Nacht erschafft (Inanna raubt das Himmelshaus), die Grundlagen der Zivilisation von Eridu nach Uruk bringt (Inanna und Enki) und sogar den Toten einen Ausgang aus der Unterwelt ermöglicht (Ištars Höllenfahrt). Zahlreiche Texte (vor allem Klagelieder) erzählen von ihrer tragischen Liebe zum Hirtengott Dumuzi, der durch ihr Verschulden oder auf andere Weise zu Tode kommt. In den Epen um die Herrscher Enmerkara und Lugalbanda tritt sie als Unterstützerin und sogar Partnerin der Könige von Uruk auf, während sie in den Erzählungen um Gilgameš (Gilgameš und der Himmelsstier, Gilgameš-Epos) eine eher ambivalente Rolle einnimmt.

### Inanna geht in die Unterwelt
Der vielleicht bedeutsamste Mythos über die Göttin Inanna ist vor allem in zwei literarischen Texten in sumerischer und akkadischer Sprache überliefert, die in der Forschung unter den Titeln Inannas Gang in die Unterwelt (antik: An galta „Vom großen Himmel“) und Ištars Höllenfahrt (antik: Ana kurnugî „Ins Land ohne Wiederkehr“) bekannt sind. Außerdem nehmen verschiedene andere Texte auf den Mythos Bezug, darunter die Erzählung Inanna und Šukaletuda. Bereits in der späten Uruk-Zeit des 4. Jt. v. Chr. ist der Göttername der Inanna-kur „Inanna (der) Unterwelt“ bezeugt, der wahrscheinlich auf den Unterweltsgang Bezug nimmt und diesen damit zum wahrscheinlich ältesten sicher bezeugten Mythos der Menschheit macht.
Sumerische Version (An galta): Die Göttin Inanna beschließt, in die Unterwelt hinabzusteigen, und verlässt all ihre Kultorte auf Erden. Sie legt ihre sieben göttlichen Machtmittel (sum. me) an und gibt ihrer Wesirin Ninšubur Anweisungen für den Fall, dass sie nicht zurückkehrt. Der Grund für ihre Unterweltsreise bleibt an dieser Stelle ungenannt – erst an späterer Stelle wird angedeutet, dass es ihr darum geht, die me (göttlichen Machtmittel/Rituale) der Unterwelt zu erlangen: „Innana! Sie hat den Großen Himmel verlangt, sie hat die Große Erde verlangt! Die Machtmittel der Unterwelt, die Machtmittel, die niemand wünscht, die hat sie gewünscht!“ Als Inanna am Tor der Unterwelt ankommt, wird sie vom Torwächtergott Biti aufgehalten. Dieser berichtet seiner Herrin Ereškigal, der Königin der Unterwelt, von der Besucherin. Auf deren Befehl hin nimmt er Inanna beim Durchschreiten der sieben Tore der Unterwelt jeweils eines ihrer Machtmittel ab, sodass diese schließlich nackt und entmachtet vor Ereškigal steht. Es gelingt Inanna, Ereškigal vom Thron zu stoßen und sich selbst darauf zu setzen. Daraufhin jedoch verurteilen die sieben Richter der Unterwelt, die Anunna, sie zum Tode, und Ereškigal blickt Inanna mit dem „Blick des Todes“ an. Inanna stirbt, woraufhin ihr Leichnam – der nun als leblose „Sache“ bezeichnet wird – an einen Haken gehängt wird. Derweil beginnt nach drei Tagen die Wesirin Ninšubur, Inannas Anweisungen umzusetzen. Sie bittet den Götterkönig Enlil in Nippur und Inannas Vater Nanna in Ur um Hilfe, die jedoch beide verweigern. Erst der Weisheitsgott Enki in Eridu erklärt sich zur Hilfe bereit. Aus dem Schmutz seiner Fingernägel erschafft Enki den Kurĝara und Galatura, zwei Ritualexperten, und stattet diese mit dem „Kraut und Wasser des Lebens“ aus. Diese gelangen unbehelligt in die Unterwelt und erweichen mit Klageritualen das Herz der Ereškigal, die noch immer um den Tod ihres Gemahls Gugal-ana trauert. Im Gegenzug erklärt sich Ereškigal bereit, den Leichnam der Inanna herauszugeben. Die beiden Ritualexperten bestreichen den Körper mit dem „Kraut des Lebens“ und „Wasser des Lebens“ und erwecken Inanna damit wieder zum Leben. So gelingt es der Göttin, die Unterwelt lebendig wieder zu verlassen – allerdings ist sie gezwungen, einen Ersatz für sich zu stellen.
Es folgt in An galta eine Variante des Mythos um den Tod des Dumuzi: Inanna, begleitet von den Dämonen der Unterwelt, sucht nun nacheinander ihre Wesirin Ninšubur, ihre Söhne Šara und Lulal sowie ihren Gemahl Dumuzi auf. All diese trauern um Inanna, wie es der Anstand gebietet, nur Dumuzi sitzt im Festgewand auf dem Thron. Daraufhin sieht Inanna ihren Geliebten nun selbst mit dem „Blick des Todes“ an – sie ist nun selbst zur Herrin der unterweltlichen Mächte geworden – und liefert ihn damit der Unterwelt aus. Mit Hilfe des Sonnengottes Utu, der ihn zeitweilig in Tiergestalt verwandelt, kann Dumuzi vorerst vor den Dämonen fliehen, wird schlussendlich aber doch von diesen ergriffen und in die Unterwelt verschleppt. Seine Schwester Geštin-ana jedoch nimmt einen Teil der Strafe auf sich, sodass Dumuzi und sie fortan jeweils das halbe Jahr in der Unterwelt verbringen müssen.
Neben der Hauptgeschichte enthält der Text An galta Verweise auf weitere mythische Stoffe, darunter den Gang des Sonnengottes durch die Unterwelt, den Tod von Ereškigals Gemahl Gugal-ana („großer Stier des Himmels“) und den Tod von Inannas Geliebten Dumuzi (s. u.). Der Abstieg der Göttin in die Unterwelt und ihr Wiederaufsteigen am Himmel, das „Umrunden“ des Horizonts, nimmt Bezug auf die Bewegung des mit Inanna/Ištar identifizierten Venusgestirns am Nachthimmel.
Akkadische Version (Ana kurnugî): Ištar beschließt ihre Reise in das „Land ohne Wiederkehr“, das Totenreich. An den sieben Toren der Unterwelt zwingt sie der Torhüter, nacheinander all ihre wirkmächtigen Schmuckstücke abzulegen. So tritt sie vor Ereškigal und setzt sich über diese. Die Königin der Unterwelt zittert zwar vor Angst, doch befiehlt ihrem Wesir Namtar, 60 Krankheiten auf Ištar loszulassen, die diese an allen Körperteilen treffen und töten. Nachdem Ištar in der Unterwelt gestorben ist, verschwindet auf Erden die Fruchtbarkeit, alle Sexualität bei Mensch und Tier kommt zum Erliegen. Ištars Wesir Papsukkal jedoch bittet den Weisheitsgott Ea (Enki) um Hilfe, der daraufhin den assinnu (Ritualexperten) Asušunāmir erschafft. Diesem gelingt es, in die Unterwelt zu gelangen und Ištar mit dem Wasser des Lebens wiederzubeleben, doch wird er von Ereškigal dafür verflucht – ein Hinweis auf die reale marginalisierte Stellung der assinnū in der Gesellschaft. Für ihre Rückkehr in die Welt der Lebenden muss Ištar jedoch einen Ersatz liefern, nämlich ihren Gemahl Dumuzi. Dessen Schwester Belili nimmt jedoch einen Teil der Strafe auf sich, sodass diese sich fortan in der Unterwelt abwechseln. Zusammen mit Dumuzi dürfen fortan auch die anderen Toten die Unterwelt zu bestimmten Tagen verlassen – somit hat Ištar durch ihren Abstieg in die Unterwelt eine wichtige Kontaktmöglichkeit mit den Toten für die Menschen geschaffen.

### Inanna raubt das Himmelshaus
Ein sumerischer Text, der in der modernen Forschung als Inanna und An oder Inanna raubt das Himmelshaus oder ähnlich bezeichnet wird (antiker Titel unbekannt), berichtet vom Ursprung des bedeutsamsten Tempels der Inanna, dem Eanna („Himmelshaus“) in Uruk.
Nach der mythischen Vorstellung befand sich der Tempel ursprünglich im Himmel. Nach ihrer Hochzeit mit dem Himmelsgott An wünscht sich Inanna das Himmelshaus als Morgengabe, doch dieser verweigert es ihr. Daraufhin überredet sie ihren Bruder, den Sonnengott Utu, sie beim Raub des Himmelshauses zu unterstützen. Mit Hilfe zweier weiterer Götter bringt Inanna es aus dem Himmel fort. Als An böse Winde gegen das Himmelshaus entfesselt, stürzt dieses in das Schilfdickicht des Himmelsozeans. Inanna öffnet den Weg hinab zur Unterwelt, indem sie zunächst den kosmischen Grenzfluss Ulaja austrinkt und dem mächtigen Skorpion, der als Sternbild den Himmel bewacht, den Schwanz abschneidet. Auf ihren Ruf hin lässt der Sonnengott das Himmelshaus unter den Horizont fallen, wo es schließlich festgemacht wird. Durch diese kosmische Reise des Sonnengottes durch Himmel und Unterwelt entstehen erstmalig Tag und Nacht. Als der Himmelsgott An vom Raub des Eanna erfährt, klagt er. Sodann stellt er aber in preisenden Worten fest, dass Inanna durch diese Tat mächtiger als er selbst und alle anderen Götter geworden ist. Sie ist fortan Herrscherin über das Himmelshaus und das ganze Land Sumer, das durch diesen Akt offenbar überhaupt erst entstanden ist.
Neben dem epischen Text wird das Herabbringen des Eanna vom Himmel in verschiedenen anderen Quellen erwähnt, so etwa in der Erzählung Gilgameš und Akka und den sumerischen Tempelhymnen.

### Inanna und Ebiḫ
Das sumerische Epos Inanna und Ebiḫ (antik: Innin me ḫuša „Herrin der schrecklichen göttlichen Kräfte“) erzählt vom Feldzug Inannas gegen das personifizierte Gebirge Ebiḫ, den heutigen Djebel Ḥamrīn. Der Beginn des Textes schildert Inanna als mächtige und zerstörerische Kriegsgöttin, die den gesamten Erdkreis dominiert. Als aber das Gebirge Ebiḫ ihr keine Ehrfurcht entgegenbringt, beschließt sie, dieses zu vernichten, und bittet den Götterkönig An um Erlaubnis. Der Himmelsgott jedoch argumentiert gegen ihren Plan und versucht mit Verweis auf die Schrecklichkeit Ebiḫs und die Angst des Landes Sumer und seiner Götter, sie davon abzubringen. Sie aber setzt sich über seinen Rat hinweg und zieht allein in den Kampf. Mühelos überwältigt und verwüstet Inanna das Gebirge zur Strafe für dessen Hybris. Anschließend preist sie sich selbst und spricht über die Errichtung ihres Palastes.

Wie die meisten altorientalischen Mythen ist auch Inanna und Ebiḫ Gegenstand verschiedener Interpretationen:
„Die Mehrheit der Forscher geht davon aus, daß diese Erzählung einen historischen Kern enthält. Erwogen wurden z. B. die Beseitigung der Gutäer durch Utucheĝal am Anfang der Ur III-Zeit und die Abwehrkämpfe Schulgis und seiner Nachfolger gegen die Hurriter. Populär ist heute vor allem die von Hallo und van Dijk vorgeschlagene und von Wilcke vertiefte Hypothese, wonach Inana und Ebich den erfolgreichen Kriegszug eines Königs von Akkad in den Djebel Ḥamrīn in mythischer Form erzählt.“
Feldzüge in dieses Gebiet sind in den Jahresnamen der akkadischen Könige Sargon und Narām-Sîn belegt. Nach Annette Zgoll repräsentiert Inanna in diesem Zusammenhang die expansive Eroberungspolitik des Akkad-Reiches, das ablehnende Verhalten des Himmelsgottes dagegen die Perspektive des Landes Sumer und seiner Bewohner, die unter den Truppenaushebungen durch die Sargoniden zu leiden hatten.
Die Rebellion des Gebirges Ebiḫ und seine Zerstörung durch Inanna werden auch in der Hymne Innin ša gura („Herrin des großen Herzens“) erwähnt, die nach eigener Aussage auf die Hohepriesterin En-ḫedu-ana und somit die Akkad-Zeit zurückgeht.

### Epen
- Inannas Gang in die Unterwelt / An galta
- Inanna und Enki
- Inanna und Šukaletuda
- Inannas Erhöhung
- Inanna und An / Inanna und der große Himmel / Inanna raubt das Himmelshaus
- Inanna und Ebiḫ / Innin me ḫuša
- Inanna und Gudam

### Sonstige literarische Texte, in denen sie eine Rolle spielt
- Enki und die Weltordnung
- Enmerkara und der Herr von Arata
- Enmerkar und Ensuhkešda'anna
- Gilgameš und der Himmelsstier
- Gilgameš, Enkidu und die Unterwelt
- Gilgameš-Epos (als Ištar)

### Hymnen
- Inanna B / Nin me šara („Herrin der unzähligen göttlichen Kräfte“) der En-ḫedu-ana
- Inanna C / Innin ša gura („Herrin des großen Herzens“) der En-ḫedu-ana
- Iddin-Dagan A oder Lied zum Ritus der Heiligen Hochzeit der Göttin Inanna mit König Iddin-Dagan von Isin.[23] Erhalten in 14 Texten aus Nippur aus der Regierungszeit von Iddin-Dagān.

### Moderne Rezeption
- Olga Tokarczuk: Anna In w grobowcach świata, Kraków 2006
  - deutsche Übersetzung von Esther Kinsky: Anna In in den Katakomben. Der Mythos der Mondgöttin Inanna, Berlin 2008
- 2018: Oper in drei Akten Ahat Ilī – Sister of Gods von Aleksander Nowak mit Libretto von Olga Tokarczuk nach ihrem Roman Anna In w grobowcach świata / Anna In in den Katakomben[24]